# Dicranomyia whiteae
Dicranomyia whiteae är en tvåvingeart som först beskrevs av Alexander 1941.  Dicranomyia whiteae ingår i släktet Dicranomyia och familjen småharkrankar. Inga underarter finns listade i Catalogue of Life.